# 窦延祚
窦延祚（?—?），唐朝官员，出自河南窦氏。
窦延祚的高祖父窦照是唐高祖太穆皇后的哥哥，曾祖父窦彦，隋朝任工部侍郎、检校西平郡太守，袭爵钜鹿郡开国公。祖父竇德玄，在唐高宗时任宰相。《新唐书》记载他的父亲是秦州刺史窦怀恪。他女儿的墓志记载窦延祚的父亲是怀州刺史、河内郡太守窦怀亮。廣寧公主改嫁苏克贞。窦延祚官拜郓州刺史、驸马都尉。他的女儿窦氏嫁给左金吾卫长史裴利物。